# Laurel Hester
Laurel Hester (Elgin, 1956. augusztus 15. – Point Pleasant, 2006. február 18.), amerikai rendőrhadnagy és nyomozó, az LMBT emberek egyenlő jogokért folytatott küzdelmének fontos szereplője.

## Korai évek és karrier
1956. augusztus 15-én született az Illinois állambeli Elginben.
Pszichológiát és büntető igazságszolgáltatást tanult a Stockton State Collage-ben New Jerseyben, rendészeti pályára készült.
Már fiatalon felismerte, hogy leszbikus, egyik alapítója volt az iskolája LMBT diákegyesületének. 1977-ben tagsága miatt vesztett el egy szakmai gyakorlati lehetőséget a rendőrségnél. Diploma után Morris megyei ügyészségénél kezdett dolgozni. 1982-ben került az Ocean megyei ügyészséghez, ahol két évtizeden keresztül dolgozott.
Elismert és sikeres nyomozóként szervezett bűnözéssel foglalkozott, gyilkossági és illegális drogkereskedelemmel kapcsolatos ügyeket vitt.

## Magánélet
1999-ben egy röplabdameccsen ismerte meg partnerét, az autószerelőként dolgozó Stacie Andreet.
A két nő később közös házat vásárolt Point Pleasantban, Nyugat-Virginiában, 2004. október 28-án bejegyzett élettársi kapcsolatot kötöttek.

## Betegség és küzdelem az egyenlő jogokért
2004 őszén Hesternél előrehaladott tüdőrákot diagnosztizáltak. Attól tartva, hogy halála után Andree nem fogja tudni fizetni közös házuk hitelét, Hester kérvényezte, hogy partnere jogosult legyen az özvegyi nyugdíjra. A 2004-es bejegyzett élettársi kapcsolatról szóló amerikai törvény (Domestic Partnership Act of 2004) szerint a jogosultságról az Ocean megyei képviselők (freeholders) dönthettek, akik nem támogatták Hester kérvényét.
Ekkor kezdődött a pár két évig húzódó harca Ocean megyével. Hester ügye mögé sokan beálltak, köztük egy Garden State Equality nevű melegszervezet, a média és a helyi rendőrök szövetsége is. A republikánus képviselőkre egyre nagyobb nyomás nehezedett. A testület végül 2006. január 25-én elfogadta Hester kérvényét, amelynek következményeképpen a rendőrök és tűzoltók öregségi nyugdíjának kedvezményezettje már nem csak házastárs lehet.
Hester néhány héttel a döntés után, 2006. február 18-án halt meg.

## Freeheld
Hester és Andree szerelméről és küzdelmükről az egyenlő bánásmódért két film is készült.
- Freeheld, 2007.  A Cynthia Wilde rendezte dokumentumfilm[6] 2007-ben különdíjat nyert a Sundance Filmfesztiválon,[7] majd 2008-ban a 80. Oscar-gálán a Legjobb rövid dokumentumfilmnek választották.[8]
- A nő, akit szerettem (Freeheld), 2015.  Peter Sollett játékfilmjét Julien Moore és Ellen Page főszereplésével[9][10] Magyarországon is bemutatták.[7]